# Lutherischer Friedhof Hochstraße (Wuppertal)

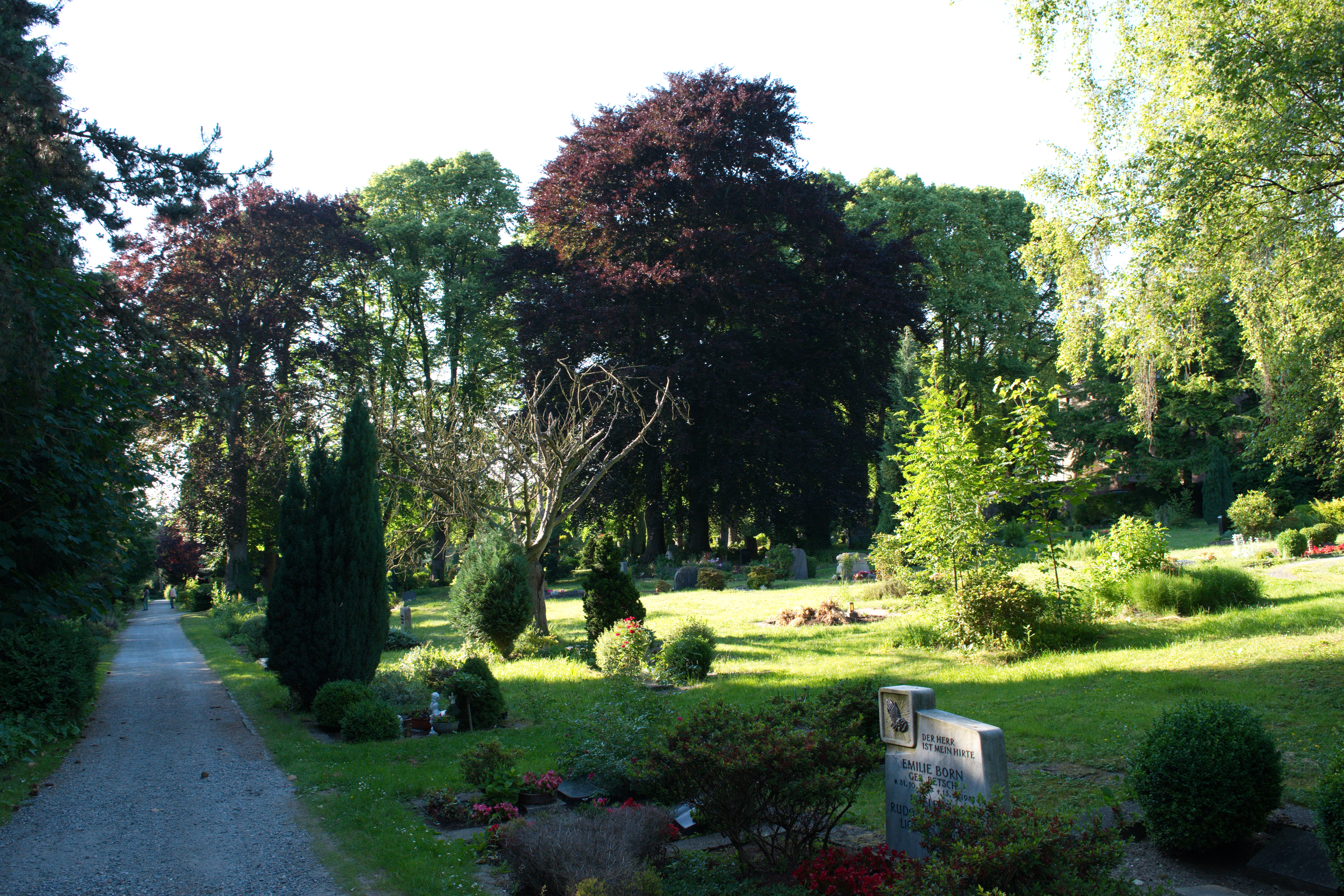
Ansicht auf dem Friedhof

Der Lutherische Friedhof Hochstraße ist der älteste der drei Friedhöfe an der Hochstraße im Wuppertaler Stadtteil Elberfeld.

## Geschichte

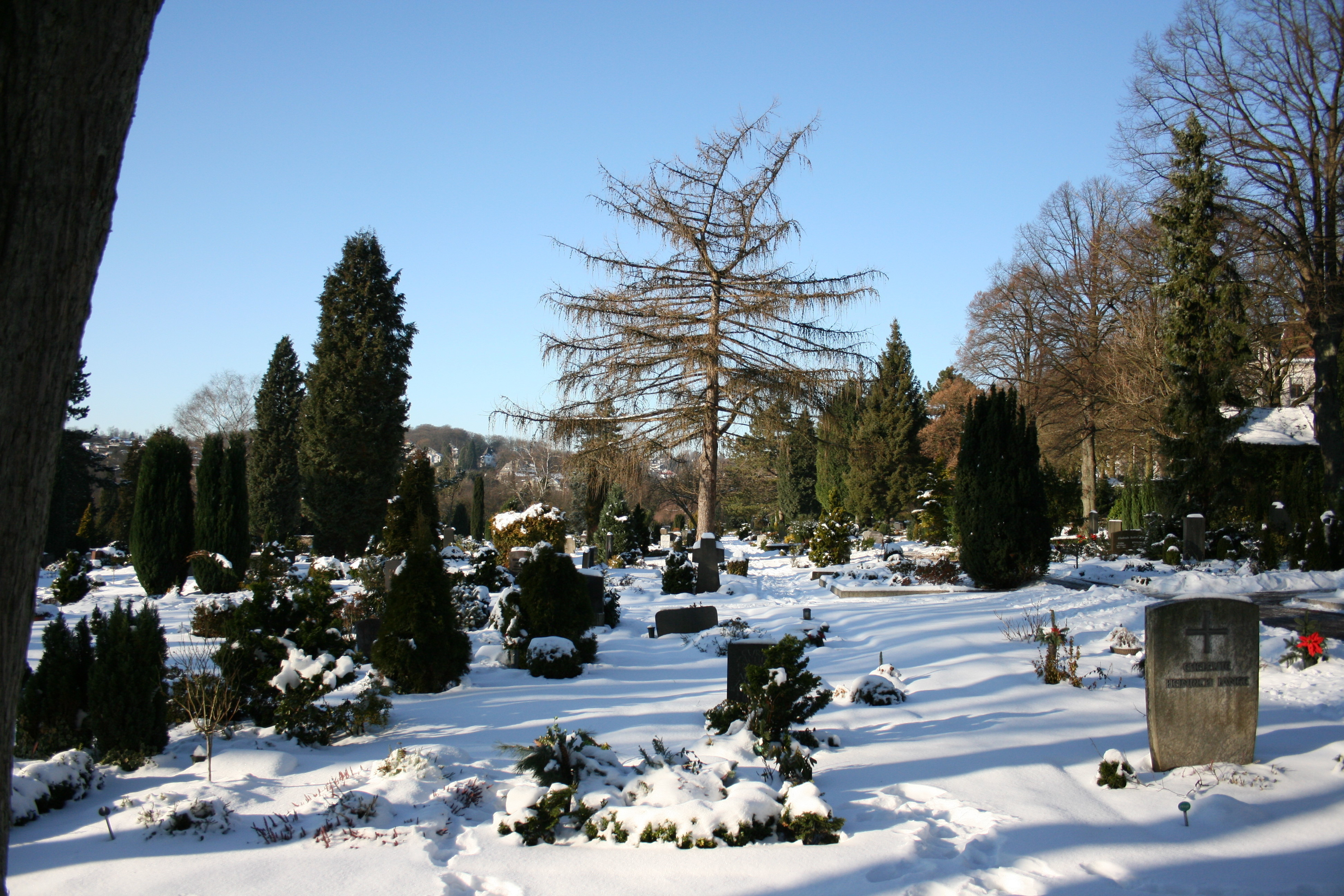
Blick über den Friedhof im Winter

Der Friedhof wurde als erster der drei christlichen Friedhöfe an der damaligen Hauptstraße vom Elberfelder Osten nach Neviges auf dem Elberfelder Dorrenberg angelegt. Er wurde am 16. August 1842 eingeweiht, nachdem der 1797 eröffnete Lutherische Friedhof am Hofkamp zu klein für die wachsende Gemeinde wurde. Er entstand schon damals in gemeinsamer Planung mit der Reformierten Gemeinde Elberfelds, welche auf dem Dorrenberg ebenfalls einen neuen Friedhof anlegen wollte. Das nach Westen abfallende Grundstück in Hanglage wurde durch die westliche Straße nach Neviges, der heutigen Briller Straße begrenzt und mit einer hohen Stützmauer entlang der Straße abgegrenzt.
Bereits 1842 entstand an der Nordseite des Friedhofs ein neugotisches Torgebäude mit Leichenhalle, Lagerraum und einer kleinen Friedhofswärterwohnung. Eine Kapelle gab es zunächst nicht, die Leichenhalle wurde für die Beisetzungsfeiern benutzt, wobei die Besucher mangels Bestuhlung stehen mussten. 1905 schenkte die Familie Boeddinghaus das auf dem Friedhof gelegene Erbbegräbnis der Familie mitsamt einer kleinen Privatkapelle der Gemeinde unter der Bedingung, dass diese als neue Friedhofskapelle benutzt werden sollte. Doch diese erwies sich als viel zu klein für die Beerdigungsfeiern, sodass im Mai 1907 das Presbyterium beschloss, im Bereich des alten Torbaus eine neue Kapelle mitsamt einem großen Wohnhaus für den Friedhofswärter und eine Toilettenanlage zu errichten. Das alte Torhaus wurde bis auf den eigentlichen mittleren Torbau abgerissen und dem erhalten gebliebenen Mittelteil südlich eine neugotische Kapelle angesetzt. Am Nordende des Torbogens entstand ein mehrgeschossiges Wohnhaus mit Toilettenanlagen und Verwaltungsräumen im Untergeschoss und einer Wohnung in den oberen Stockwerken. Die neue Kapelle konnte am 24. November 1908 eingeweiht werden, auf ein Geläut wurde zugunsten einer kleinen handbedienten Glocke an der Außenmauer verzichtet.
Den Zweiten Weltkrieg überstand der Friedhof weitgehend unbeschädigt.
Da die 1908 errichtete Friedhofskapelle weder über Sakristei noch über ausreichend Sargkammern verfügte, wurde in den Sechzigerjahren der Bau einer neuen Friedhofskapelle vonnöten. Diese wurde am 1. September 1963 in unmittelbarer Nähe zur alten Friedhofskapelle eingeweiht. Die alte Friedhofskapelle wurde noch bis 1993 für nicht-kirchliche Trauerfeiern verwendet und ist seitdem nicht mehr in Benutzung.
2005 wurde auf dem Friedhof eine neue Kolumbarienanlage eröffnet und seitdem mehrfach erweitert.

## Kapellen

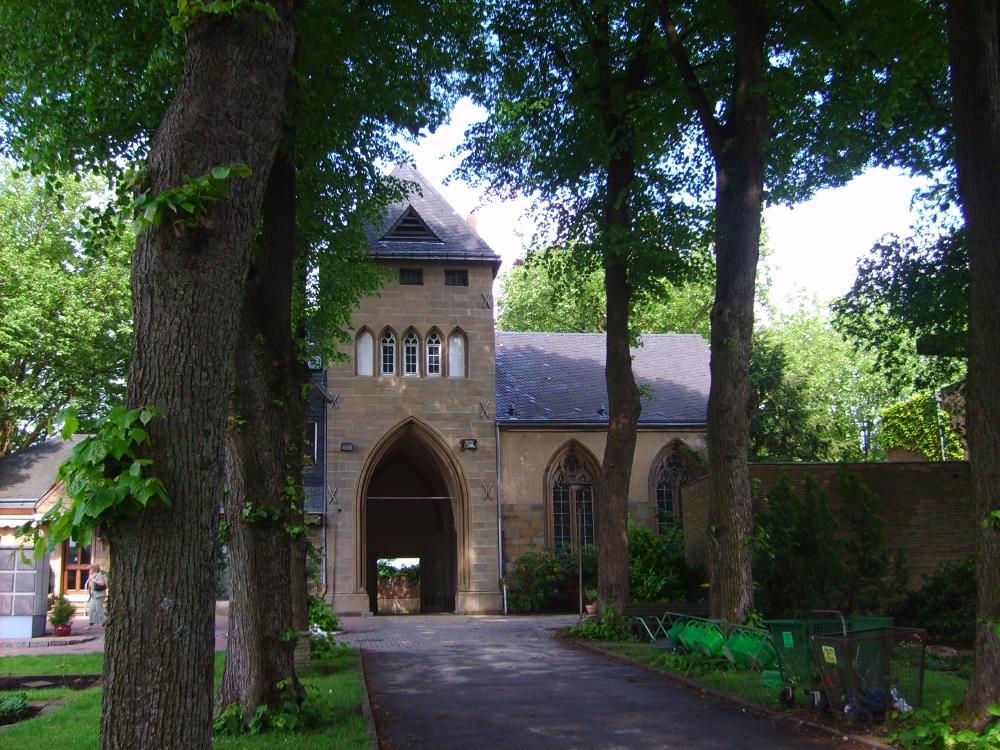
Blick auf das Torgebäude, rechts die Alte Kapelle

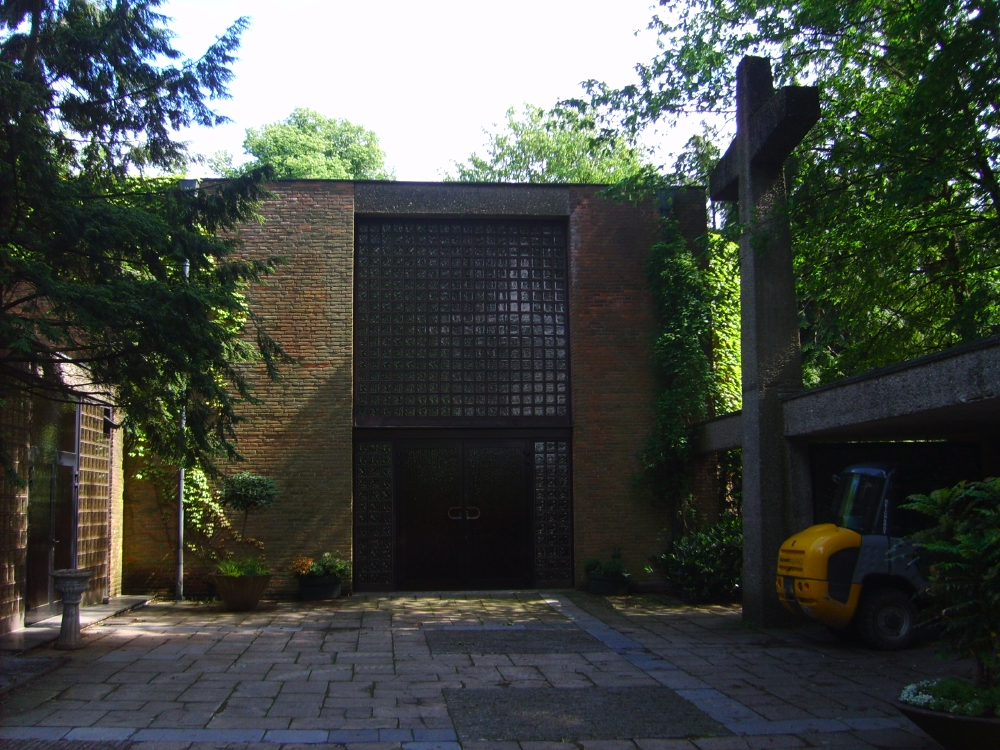
Die Neue Friedhofskapelle

### Alte Friedhofskapelle
Die Alte Friedhofskapelle an der Südseite des 1842 errichteten Torbogens wurde 1907–1908 im Stil der Neugotik vollständig aus Sandstein erbaut. Das zehn Meter lange Schiff ist mit dem Altar nach Süden ausgerichtet und wurde ursprünglich mit einer kurzen Apsis an der südlichen Friedhofsmauer abgeschlossen. Die Ost- und Westseiten werden von jeweils zwei schlichten Fenstern mit einem äußerst feinen Maßwerk gegliedert. Die neugotische Apsis wurde im Zuge des Baus der neuen Friedhofskapelle abgerissen und durch einen flachen Chorabschluss ersetzt.
Der Innenraum der noch bis 1993 genutzten Kapelle wird von der Nordseite unterhalb des Torbogens betreten. Der helle Marmorfliesenboden schafft zusammen mit den hellen Kirchenbänken eine besonders helle Atmosphäre, verstärkt durch die hohen spitzen Fenster an den Seiten und ursprünglich auch im Chor. Ein kleiner Chorbogen trennte bis zu dessen Abriss Chor und Schiff voneinander. 
Die Alte Kapelle steht seit dem 5. Oktober 1995 zusammen mit dem gesamten Torhaus unter Denkmalschutz.

### Neue Friedhofskapelle
Bei der 1963 errichteten neuen Friedhofskapelle handelt es sich um einen schlichten, quaderförmigen Bau im Stil der Nachkriegsmoderne. Das an die südliche Friedhofsmauer und die ehemalige Apsis der alten Kapelle grenzende Gebäude ist mit dem kurzen Kirchenschiff nach Westen ausgerichtet und wird seitlich von Norden her betreten. Das aus glasiertem Backstein errichtete Gebäude verfügt einzig über eine hohe Fensterfront an der Nordseite über der Doppeltür, welche dem hohen, säulenlosen Raum mit unverputzten Wänden und der hellen Holzdecke einen besonders warmen Eindruck verleiht. Eine einmanualige Pfeifenorgel befindet sich in der Südwestecke neben der runden Apsis.

## Persönlichkeiten

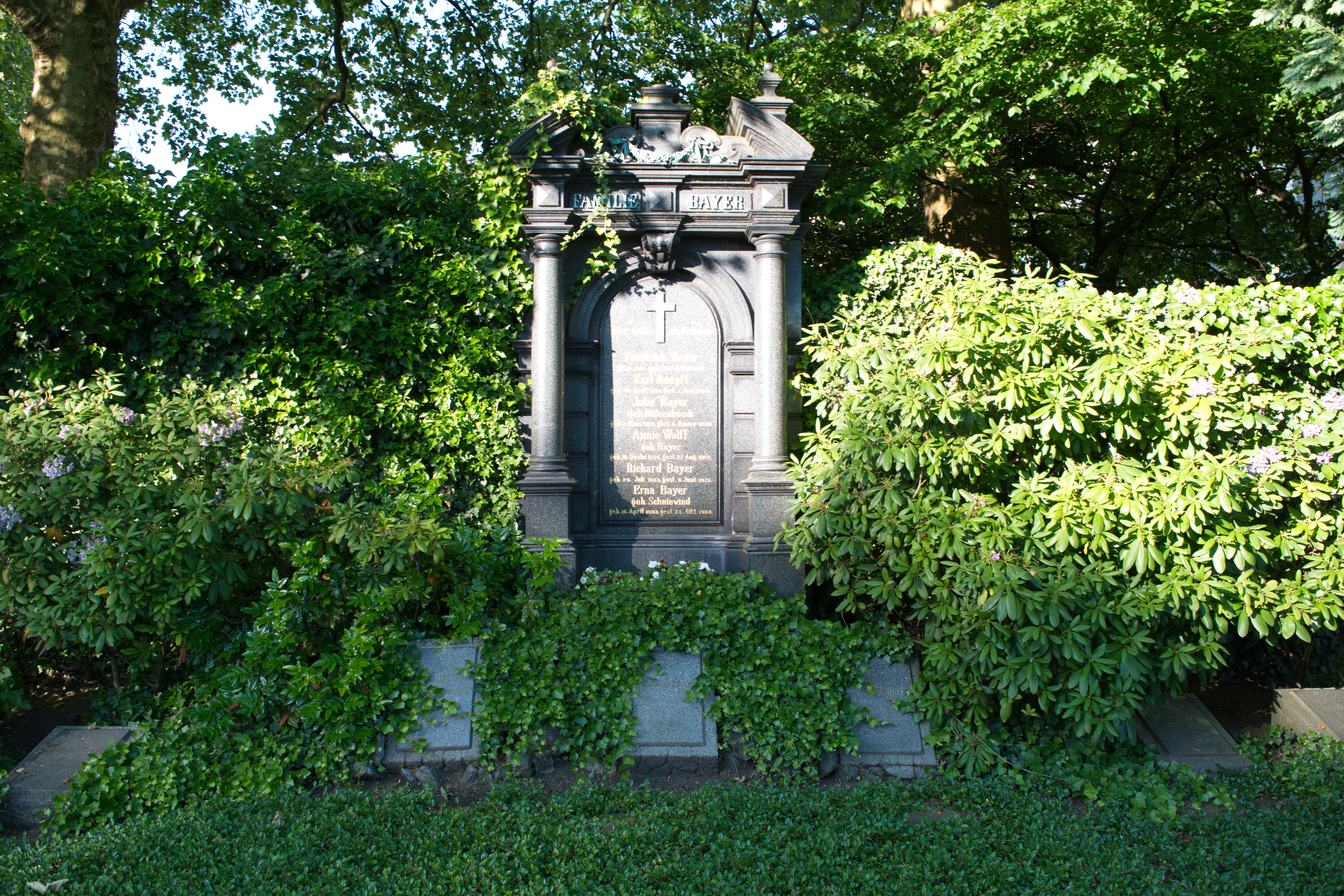
Familiengrabstätte der Familie Bayer

Auf dem Friedhof finden sich unter anderen die teils denkmalgeschützten Gräber folgender Personen:
- Eduard Graf (1829–1895), Mediziner und Politiker
- Adolf Hermann Jaeger (1832–1899), Oberbürgermeister von Elberfeld
- Oskar Erbslöh (1879–1910), Luftfahrtpionier
- Friedrich Bayer (1825–1880), Unternehmer und Gründer der heutigen Bayer AG
- Carl Rumpff (1839–1889), Unternehmer
- Richard Bayer (1883–1972), Elberfelder Industrieller
- Friedrich Bayer (1851–1920), Unternehmer